# Heraclia butleri
Heraclia butleri är en fjärilsart som beskrevs av Walker 1869. Heraclia butleri ingår i släktet Heraclia och familjen nattflyn. Inga underarter finns listade i Catalogue of Life.